# Eritrichium huzhuense
Eritrichium huzhuense là loài thực vật có hoa trong họ Mồ hôi. Loài này được X.F.Lu & G.R.Zheng mô tả khoa học đầu tiên năm 1996.